# میتسوبیشی کی-۸۳
میتسوبیشی کی-۸۳ (به انگلیسی: Mitsubishi Ki-83) یک هواپیمای ساختِ کارخانهٔ صنایع سنگین میتسوبیشی در کشور ژاپن است. این هواپیما برای نخستین بار در ۱۸ نوامبر ۱۹۴۴ میلادی مورد استفاده قرار گرفت.